# Oxychilus amaltheae
Oxychilus amaltheae é uma espécie de gastrópode  da família Oxychilidae.
É endémica de Grécia.